# Kaombo
Kaombo is een project van zes olievelden 170 km voor de kust van Angola in blok 32. De zes velden zijn Gengibre, Gindungo, Caril, Canela, Mostarda en Louro. Deze worden ontgonnen met twee FPSO's, Kaombo Norte en Koambo Sul.
De FPSO's zijn tankers die door Saipem zijn omgebouwd. De zes velden worden met pijpleidingen en risers verbonden met de twee FPSO's. De pijpleidingen worden aangelegd door Technip en Heerema.